# Pieter Gerardus Bernhard

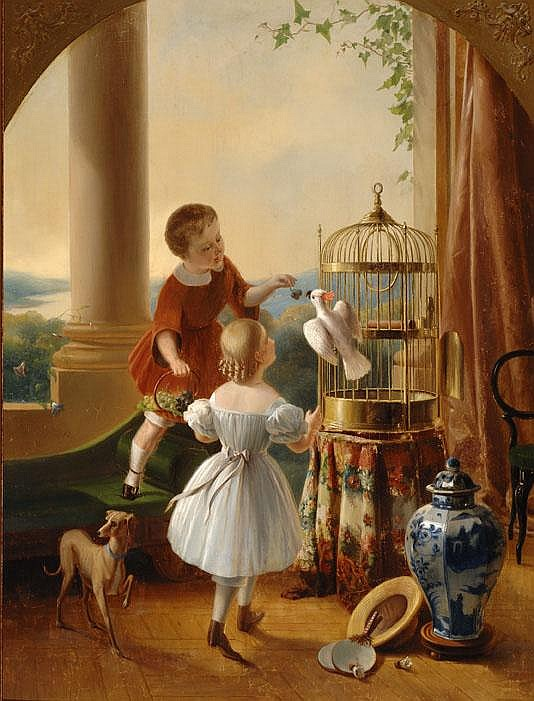
Spielende Kinder mit einem Vogel

Pieter Gerardus Bernhard (* 8. Februar 1813 in Den Haag; † 20. April 1880 ebenda) war ein niederländischer Porträt- und Genremaler sowie Lithograf.
Bernhard war ab 1839 Student an der Koninklijke Academie van Beeldende Kunsten in Den Haag bei Bartholomeus Johannes van Hove und Jakob Josef Eeckhout.
Bernhard widmete sich hauptsächlich der Porträt- und Genremalerei, beschäftigte sich auch mit der Lithografie.
In Den Haag wurde er als Kunstlehrer tätig, unter anderem für die Prinzessinnen Sophia und Louise.
Er zeigte seine Werke ab 1833 auf den Ausstellungen in Amsterdam und Den Haag.